# Wilhelm Benninghoff
Wilhelm Benninghoff (* 19. September 1891 in Dinslaken; † nach 1945) war ein deutscher Manager. Von 1934 bis 1939 war er Leiter der Berliner Verkehrs-Aktiengesellschaft (BVG).

## Leben und Wirken
Er war der Sohn von Diedrich Benninghoff und dessen Ehefrau Katharina geborene Schürmann und kam 1891 in Dinslaken zur Welt. Nach dem Besuch der Volksschule wechselte er auf die Fachschule und schloss daran eine Lehrzeit an. Bis März 1913 studierte Wilhelm Benninghoff, darunter anderthalb Jahre bei der Eisenbahnverwaltung.
Nach Ausbruch des Ersten Weltkriegs wurde er zum Wehrdienst einberufen und bei den Eisenbahntruppen eingesetzt. Bei Kriegsende wurde er als Leutnant der Reserve entlassen. Vom 1. Dezember 1918 bis 31. März 1920 war Wilhelm Benninghoff im Reichsschatzministerium tätig. Danach wechselte er bis zum 28. Februar 1923 als Leiter der Eisenbahnabteilung d. RTG. Im Anschluss war Wilhelm Benninghoff bis zum 23. Februar 1933 Vorstandsmitglied der Eisenbeton-Aktiengesellschaft (Eisag) in Berlin. Er führte den Titel Baumeister.
Benninghoff trat zum 1. Januar 1932 der NSDAP bei (Mitgliedsnummer 865.888). Am 22. Juli 1933 wurde er als Direktor in den Vorstand der BVG berufen. Er war hier zuständig für die technischen und baulichen Fachbereiche. Nach dem Unfalltod des Betriebsführers Georg Thomas (die genaueren Umstände wurden nie geklärt), folgte Benninghoff am 6. Juli 1934 nach und übernahm den Vorstandsvorsitz und die Betriebsführerschaft. Nach der Beförderung teilte er in der BVG-Mitarbeiter-Zeitung „Die Fahrt“ mit „aus der BVG eine vorbildliche Betriebsgemeinschaft des nationalsozialistischen Reichs zu machen.“ So führte er die bereits unter seinem Vorgänger begonnene „Säuberung“ der BVG fort. Ab 1937 lautet die Amtsbezeichnung des Leiters der BVG „erster Direktor“. Ab 1. Juli 1939 war Benninghoff aus Krankheitsgründen beurlaubt und schied zum 31. Dezember 1939 aus der BVG aus. Sein Nachfolger wurde der frühere Marienwerder Landrat und Oberregierungsrat a. D. Otto Fritz Ulmer, der dieses Amt bis 1945 bekleidete.
Bei der Gründung des „Reichsverbandes des Kraftfahrgewerbes“ als Spitzenverband für den gewerblichen Kraftverkehr, wurde Benninghoff am 1. Dezember 1934 zum ersten Vizepräsidenten gewählt. Den Vorsitz übernahm der Berliner Stadtrat Johannes Engel, der auch Aufsichtsratsvorsitzender der BVG war. Im März 1935 folgte die Wahl Benninghoffs zum Präsidenten dieses Gremium, wodurch er gleichzeitig in den Reichsverkehrsrat, ein Beratungsgremium des Reichsverkehrsministeriums, berufen wurde. Ferner war Wilhelm Benninghoff Vizepräsident des Verbandes der Straßen-, Klein-, Nebenbahn und Kraftverkehr Brüssel und Erster Vizepräsident des Reichsverbandes deutscher Verkehrsverwaltung Berlin.
Unter dem Titel Berliner Nahverkehr stellte er 1937 die BVG in der Fachzeitschrift Die Deutsche Volkswirtschaft vor. 1938 äußerte er sich öffentlich über die zukünftige Verkehrsgestaltung im Raume Großberlins.

## Familie
Wilhelm Benninghoff heiratete am 23. April 1919 Clara geborene Ettwig, die bereits im darauffolgenden Jahr verstarb. 

## Veröffentlichungen
- Die erste Berliner Drahtbus-Linie Spandau—Staaken. In: Verkehrstechnik, 14. Jg., Nr. 23 (8. Dezember 1933), S. 579–584.
- Zukünftige Aufgaben der BVG. In Die Fahrt, 5. Jg., 2. Halbjahr, Nr. 2 (1. August 1934), S. 18–19.
- Die Bedeutung des öffentlichen Nahverkehrs / Sein Verhältnis zu den übrigen Verkehrsträgern, insbesondere zur Reichsbahn und der Reichspost. In: Verkehrstechnik, 15. Jg., Nr. 22 (30. November 1934), S. 587–590.
- Das Verhältnis der Nahverkehrsmittel zur Reichsbahn und zur Reichspost / Die Grundsätze für eine Zusammenarbeit. In: Verkehrstechnik, 16. Jg., Nr. 2 (20. Januar 1935), S. 33–34.
- Diesel-elektrische Omnibusse für den Berliner Oberflächenverkehr. In: Verkehrstechnik, 16. Jg., Nr. 4 (14. Februar 1935), S. 81–84.
- Richtungszeichen an Straßenbahnwagen. In: Verkehrstechnik, 17. Jg., Nr. 5 (5. März 1936), S. 107–109.
- Der Berufsverkehr bei der Berliner Verkehrs-A.-G. In: Verkehrstechnik, 18. Jg., Nr. 13 (1. Juli 1937), S. 314–317.
- Gegenwarts- und Zukunftsaufgaben des Kraftomnibusverkehrs. In: Verkehrstechnik, 19. Jg., Nr. 1 (5. Januar 1938), S. 3–5.
- Die Fahrzeugentwicklung bei den Berliner Verkehrs-Betrieben seit 1933. In: Verkehrstechnik, 19. Jg., Nr. 22 (17. November 1938), S. 514–520.
- Die zukünftige Entwicklung des Kraftomnibusses. In: Verkehrstechnik, 20. Jg., Nr. 4 (17. Februar 1939), S. 73–74.